# Cinquanta-set
El cinquanta-set és un nombre natural que segueix el cinquanta-sis i precedeix el cinquanta-vuit. S'escriu 57 o LVII segons el sistema de numeració emprat.
Ocurrències del cinquanta-set:
- Designa l'any 57 i el 57 aC
- És el codi telefònic internacional de Colòmbia.
- És un nombre de Proth.